# Гремячее (Ровненская область)
Гремячее (укр. Грем'яче) — село в Острожской городской общине Ровненского района Ровненской области Украины.
До 2020 года входило в Острожский район.
Население по переписи 2001 года составляло 777 человек. Почтовый индекс — 35841. Телефонный код — 3654. Код КОАТУУ — 5624282801.